# Lepidoblepharis oxycephalus
Lepidoblepharis oxycephalus är en ödleart som beskrevs av  Werner 1894. Lepidoblepharis oxycephalus ingår i släktet Lepidoblepharis och familjen geckoödlor. Inga underarter finns listade i Catalogue of Life.